# 1 Leporis
1 Leporis är en orange underjätte i Harens stjärnbild.
Stjärnan har visuell magnitud +5,74 och är synlig för blotta ögat vid god seeing. 1 Leporis befinner sig på ett avstånd av ungefär 470 ljusår.